# Antraigues-sur-Volane
Pour l’article ayant un titre homophone, voir Entraigues.
Pour les articles homonymes, voir Volane (homonymie).
Antraigues-sur-Volane, en occitan Entraigas, est une ancienne commune française, située dans le département de l'Ardèche en région Auvergne-Rhône-Alpes, devenue le 1er janvier 2019 une commune déléguée de la commune nouvelle de Vallées-d'Antraigues-Asperjoc.

## Géographie

### Situation
Antraigues-sur-Volane est située à 8 km de Vals-les-Bains et 14 km d'Aubenas. Le village se situe à la limite de la Cévenne ardéchoise, dont la limite nord s'arrête au col de Mézilhac, et des monts du Vivarais.

### Communes limitrophes
Lorsqu'elle était commune à part entière, Antraigues-sur-Volane était limitrophe de sept communes, toutes situées dans le département de l'Ardèche et réparties géographiquement de la manière suivante :

### Hydrographie
Le village est situé sur le cours de la Volane et près de la confluence d'un de ses affluents nommé La Bise, ruisseau lui-même grossi du Mas.

## Toponymie
Antraigues est la transcription française de l'occitan Antraigas, ou Entraigas, prononcé [ãtʁajgə]), et signifiant « entre (deux) eaux » (aiga = « eau »). Ce toponyme est répandu dans les pays occitans pour désigner des confluents de cours d'eau (voir Entraigues) — ici la Volane et la Bise. On le trouve parfois écrit Antraïgues pour rappeler la diphtongation du -ai- en occitan[réf. nécessaire].

## Histoire
En 1841, la commune de Laviolle est créée d'une fraction d'Antraigues.
En 1851 la densité de population d'Antraigues dépasse les 100 habitants/km2. À l'époque les hautes Cévennes sont plus peuplées que les plaines des basses Cévennes.
En 1944, un tribunal d'exception est installé à Antraigues pour châtier les présumés traitres,.
Dans les années 1960-1970, le maire Jean Saussac fait venir de nombreux artistes comme Jacques Brel, Lino Ventura, Pierre Brasseur, Claude Nougaro, Alexander Calder, Allain Leprest, Francesca Solleville, Isabelle Aubret et Jean Ferrat, ce qui fit attribuer à Antraigues le surnom de « le petit Saint-Tropez ardéchois ». En 1974, Jean Ferrat décide de s'installer sur la commune, au lieu-dit Bergnolles, avec sa femme Christine Sèvres et la fille de celle-ci Véronique Estel, puis avec Colette Laffont, qui sera sa seconde épouse. Il est pendant 2 ans adjoint au maire chargé de la culture.
Par décret du 16 août 1989, le nom de la commune devient « Antraigues-sur-Volane ».
Le village est aussi habitué au passage du célèbre Rallye automobile Monte-Carlo. Les pilotes sont habitués à une distribution de tartes aux pommes au restaurant « La Remise », devenu un véritable temple pour tout passionné de sport automobile.
La commune fusionne le 1er janvier 2019 avec Asperjoc pour former la commune de Vallées-d'Antraigues-Asperjoc à la suite de l'arrêté du préfet de l'Ardèche en date du 29 octobre 2018.

## Politique et administration

### Liste des maires
| Période                                  | Période       | Identité        | Étiquette   | Qualité                                |
| ---------------------------------------- | ------------- | --------------- | ----------- | -------------------------------------- |
| Les données manquantes sont à compléter. |               |                 |             |                                        |
| -                                        | mai 1904      | Dumas           | Républicain | Conseiller d'arrondissement            |
| mai 1904                                 | mai 1908      | Albert Roux     | Rad         | Notaire, conseiller général            |
| mai 1908                                 | décembre 1919 | Bernard Moulin  | Républicain |                                        |
| décembre 1919                            | 1920          | Émile Sabatier  | Rad         |                                        |
| 1920                                     | mai 1935      | Joseph Gleize   | Républicain |                                        |
| mars 1935                                | août 1944     | Léonce Salles   | SFIO        | Architecte, député                     |
| 18 mai 1945                              | mars 1965     | Calixte Aymard  |             |                                        |
| mars 1965                                | mars 1977     | Jean Saussac    | PCF         | Artiste peintre                        |
| mars 1977                                | mars 1983     | Michel Baissade | PCF         | Médecin                                |
| mars 1983                                | mars 1989     | André Gleyze    | PCF         |                                        |
| mars 1989                                | mars 2001     | Bernard Ranchon | PCF         |                                        |
| mars 2001                                | mars 2014     | Michel Pesenti  | DVG         | Responsable Carsat Ardèche             |
| mars 2014                                | 31 déc. 2018  | Gilles Doz      | PS          | Cadre supérieur au ministère du Budget |

## Population et société

### Démographie
Les habitants d'Antraigues-sur-Volane sont appelés les Antraïgains.

### Évolution démographique
L'évolution du nombre d'habitants est connue à travers les recensements de la population effectués dans la commune depuis 1793. Pour les communes de moins de 10 000 habitants, une enquête de recensement portant sur toute la population est réalisée tous les cinq ans, les populations de référence des années intermédiaires étant quant à elles estimées par interpolation ou extrapolation. Pour la commune, le premier recensement exhaustif entrant dans le cadre du nouveau dispositif a été réalisé en 2005.

En 2016, la commune comptait 544 habitants, en stagnation par rapport à 2010 (Ardèche : +2,48 %, France hors Mayotte : +2,11 %).
| 1793  | 1800  | 1806  | 1821  | 1831  | 1836  | 1841  | 1846  | 1851  |
| ----- | ----- | ----- | ----- | ----- | ----- | ----- | ----- | ----- |
| 1 501 | 1 521 | 1 805 | 1 825 | 1 908 | 2 029 | 1 443 | 1 521 | 1 504 |

| 1856  | 1861  | 1866  | 1872  | 1876  | 1881  | 1886  | 1891  | 1896  |
| ----- | ----- | ----- | ----- | ----- | ----- | ----- | ----- | ----- |
| 1 505 | 1 576 | 1 413 | 1 434 | 1 495 | 1 386 | 1 413 | 1 348 | 1 411 |

| 1901  | 1906  | 1911  | 1921 | 1926 | 1931 | 1936 | 1946 | 1954 |
| ----- | ----- | ----- | ---- | ---- | ---- | ---- | ---- | ---- |
| 1 329 | 1 364 | 1 193 | 957  | 880  | 842  | 791  | 643  | 583  |

| 1962 | 1968 | 1975 | 1982 | 1990 | 1999 | 2005 | 2006 | 2010 |
| ---- | ---- | ---- | ---- | ---- | ---- | ---- | ---- | ---- |
| 525  | 521  | 499  | 521  | 506  | 498  | 581  | 583  | 544  |

| 2015 | 2016 | - | - | - | - | - | - | - |
| ---- | ---- | - | - | - | - | - | - | - |
| 545  | 544  | - | - | - | - | - | - | - |

### Pyramide des âges
La population de la commune est relativement âgée. Le taux de personnes d'un âge supérieur à 60 ans (34,2 %) est en effet supérieur au taux national (21,8 %) et au taux départemental (26,8 %).
Contrairement aux répartitions nationale et départementale, la population masculine de la commune est supérieure à la population féminine (49,8 % contre 48,7 % au niveau national et 49,1 % au niveau départemental).
La répartition de la population de la commune par tranches d'âge est, en 2008, la suivante :
- 49,8 % d’hommes (0 à 14 ans = 13,2 %, 15 à 29 ans = 11,8 %, 30 à 44 ans = 12,8 %, 45 à 59 ans = 30,8 %, plus de 60 ans = 31,4 %) ;
- 50,2 % de femmes (0 à 14 ans = 12,4 %, 15 à 29 ans = 8,2 %, 30 à 44 ans = 15,8 %, 45 à 59 ans = 26,7 %, plus de 60 ans = 36,8 %).

| Hommes | Classe d’âge | Femmes |
| ------ | ------------ | ------ |
| 0,7    | 90 ans ou +  | 3,0    |
| 10,7   | 75 à 89 ans  | 17,4   |
| 20,0   | 60 à 74 ans  | 16,4   |
| 30,8   | 45 à 59 ans  | 26,7   |
| 12,8   | 30 à 44 ans  | 15,8   |
| 11,8   | 15 à 29 ans  | 8,2    |
| 13,2   | 0 à 14 ans   | 12,4   |

| Hommes | Classe d’âge | Femmes |
| ------ | ------------ | ------ |
| 0,4    | 90 ans ou +  | 1,5    |
| 7,8    | 75 à 89 ans  | 11,6   |
| 15,7   | 60 à 74 ans  | 16,0   |
| 21,7   | 45 à 59 ans  | 20,6   |
| 20,2   | 30 à 44 ans  | 19,2   |
| 15,5   | 15 à 29 ans  | 14,2   |
| 18,7   | 0 à 14 ans   | 16,9   |

## Culture locale et patrimoine

### Lieux et monuments

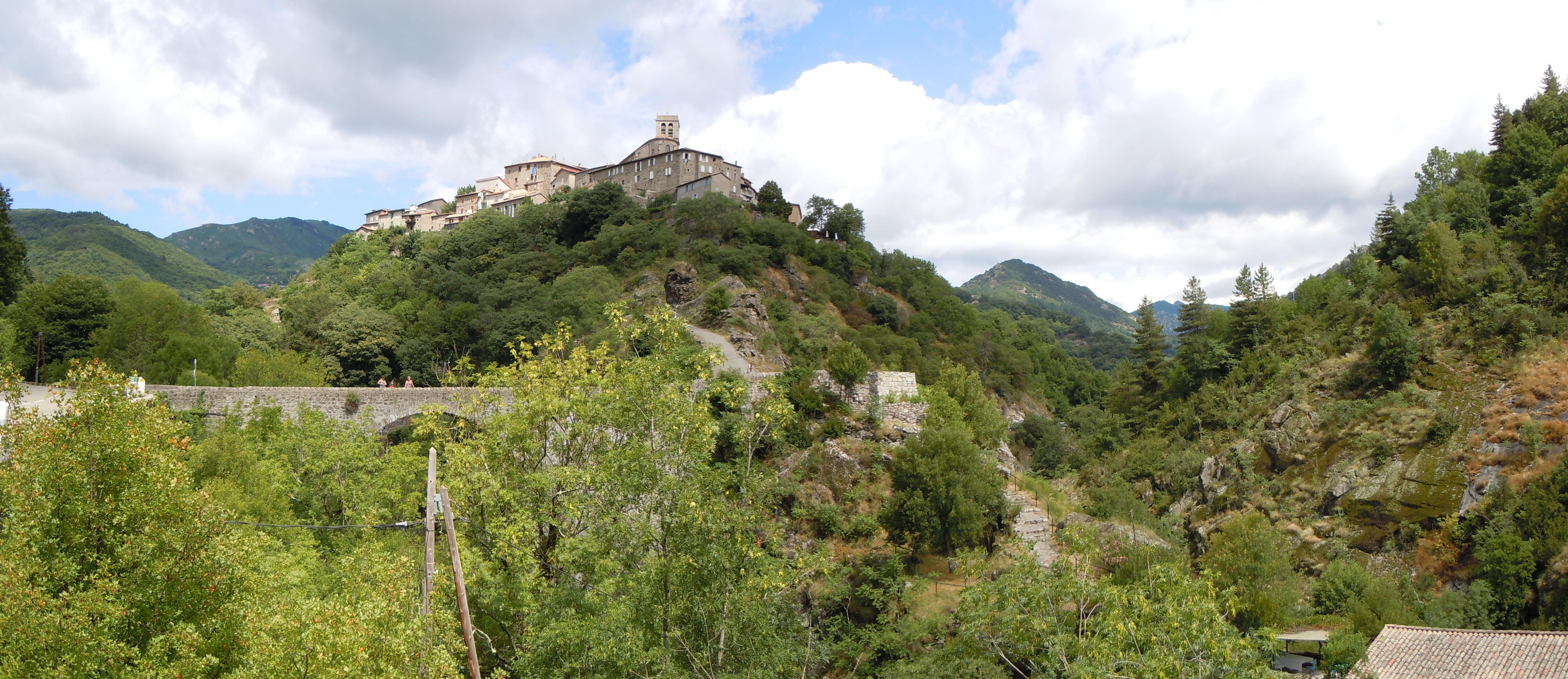
Vue générale d'Antraigues-sur-Volane.

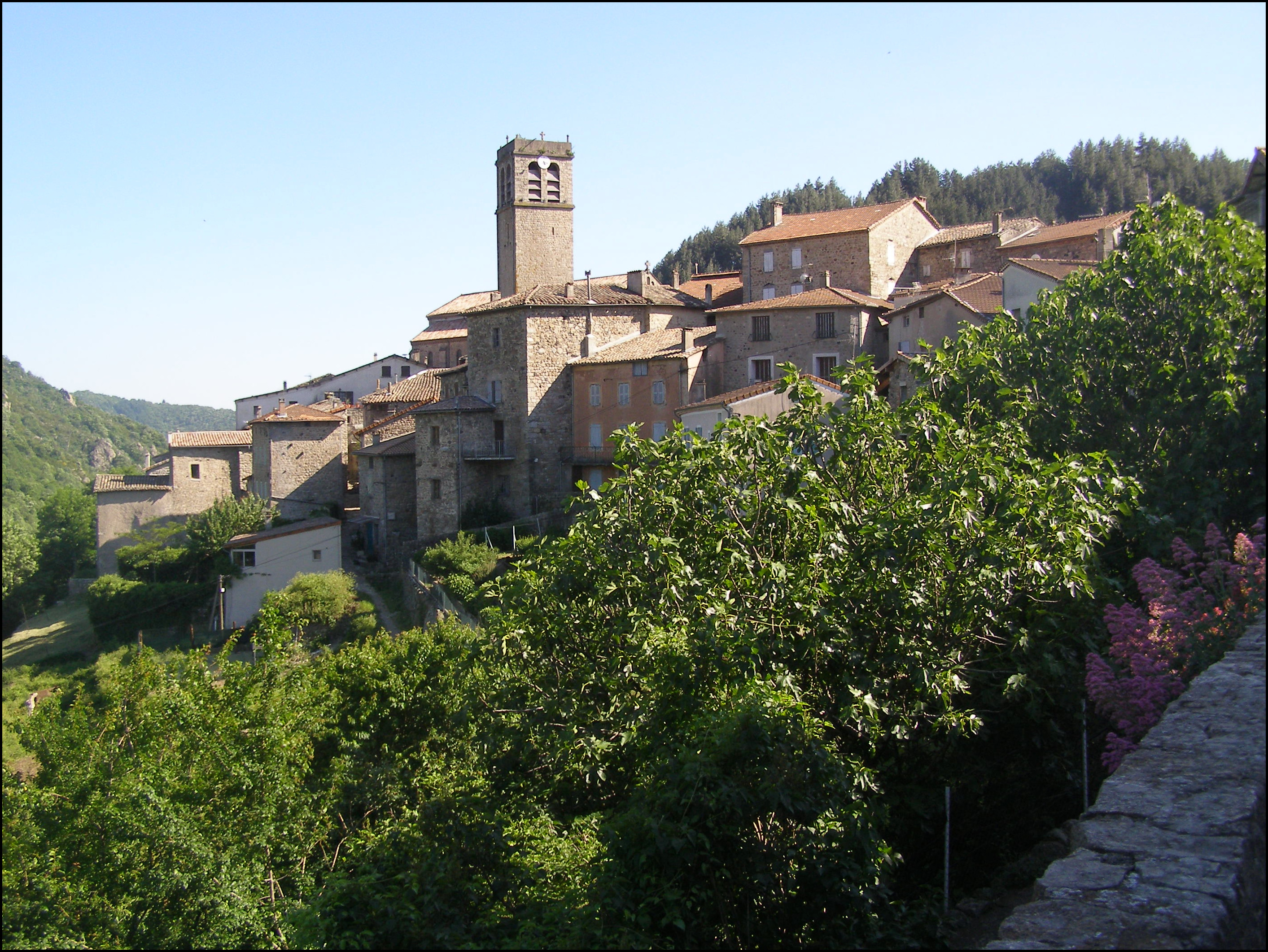
Vue sur le clocher de l'église.

- Église Saint Baudile, construite en 1820.
- Tour sur le village perché.
- Chapelle Saint-Roch.

### Patrimoine naturel
La commune fait entièrement partie du parc naturel régional des Monts d'Ardèche, et ce depuis sa création le 9 avril 2001. La localité possède sur son territoire communal deux ZNIEFF de type II, respectivement nommées : 
- « Ligne de crête de Mézilhac au col de l'Escrinet »[16] ;
- « Bassins versants de la Volane,de la Dorne et de la Bézorgues »[17].

La commune comprend en outre quatre ZNIEFF de type I :
- « Rochers et landes de la forêt des volcans » ;
- « Ruisseaux de la Volane, du Mas, de la Bise et de la Gamondes » ;
- « Plateau du Pradou et du champ de Mars » ;
- « Pentes du volcan de Crau ».

### Personnalités liées à la commune

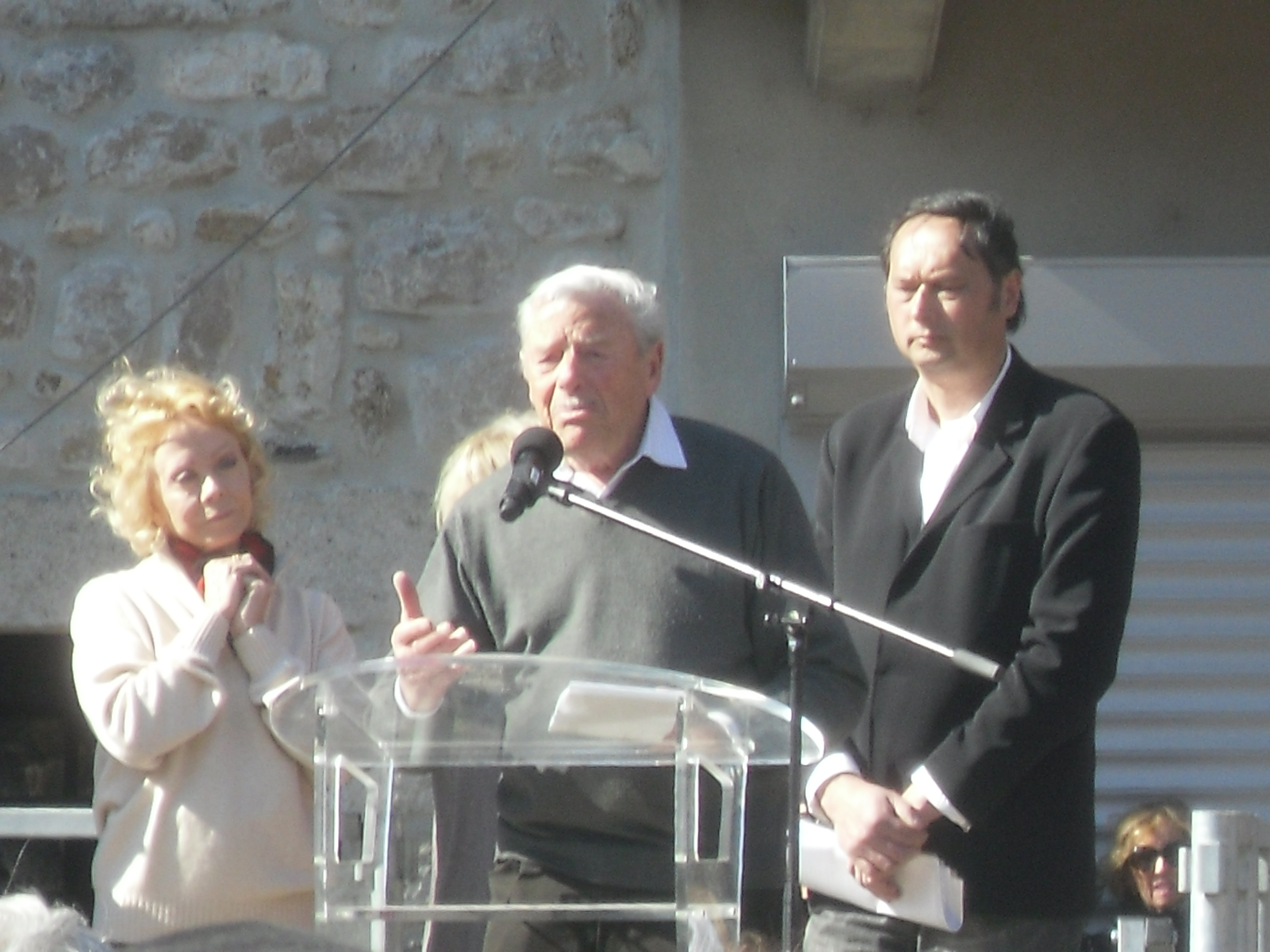
Isabelle Aubret, Pierre Tenenbaum et Michel Pesenti, lors des obsèques de Jean Ferrat.

- Jean-Louis Giraud-Soulavie (1752-1813), nommé également abbé Soulavie, géologue, diplomate, originaire d'Antraigues bien que né à Largentière, nommé vicaire d'Antraigues en 1776 ;
- Louis-Alexandre de Launay, comte d'Antraigues (1753-1812) ;
- Antoinette Saint-Huberty (1756-1812), célèbre chanteuse d'opéra, épouse du précédent, comtesse d'Antraigues ;
- François-Joseph Gamon (1767-1832), homme politique français, né à Antraigues ;
- Auguste Gleizal, homme politique né le 17 novembre 1804 à Antraigues (Ardèche) et mort le 2 septembre 1880 à Privas (Ardèche).
- Édouard Froment (1884-1973), député de l'Ardèche et ancien président du conseil général de l'Ardèche, décédé à Antraigues le 13 mars 1973 ;
- Jean Saussac (1922-2005), artiste peintre, ancien maire d'Antraigues et décorateur de films comprenant Le Vieux Fusil, Le Secret, Les Grandes Gueules[18] ;
- Jean Ferrat (1930-2010), poète, parolier et chanteur français. Antraigues, où il s'était installé en 1964, lui a inspiré notamment les chansons de l'album La Montagne[18]. Il y a été adjoint au maire durant les années 1970. Il est inhumé au cimetière communal auprès de son frère André ;
- Christine Sèvres née Boissonnet (1931-1981), chanteuse, épouse de Jean Ferrat ;
- Michel Teston (1944), conseiller général du canton, sénateur de l'Ardèche et ancien président du conseil général de l'Ardèche ;
- Allain Leprest (1954-2011), poète et chanteur français, mort à Antraigues le 15 août 2011.

### Héraldique
|  | Antraigues-sur-Volane possède des armoiries dont l'origine et le blasonnement exact ne sont pas disponibles. |